# Wilhelm Zwilling
Wilhelm Zwilling (geboren 21. August 1879 in Worms, gestorben 6. März 1944 in Brandenburg-Görden) war ein deutscher Eisenbahner. Zuletzt war er im Range eines Reichsbahndirektors bei der Reichsbahndirektion Frankfurt/Main tätig. Während des Zweiten Weltkriegs wurde er nach einer Denunziation durch eine Nachbarin aufgrund von „Wehrkraftzersetzung“ zum Tode verurteilt und hingerichtet.

## Leben
Zwilling wurde im rheinhessischen Worms geboren. Nach dem Studium des Maschinenbaus war er um 1910 in die Dienste der Preußischen Staatseisenbahnen getreten. 1913 erhielt er die Ernennung zum Regierungsbaurat. Um 1916 entwickelte er eine spezielle Bauform eines Stehbolzens, mit dem die Feuerbüchse einer Dampflokomotive besser mit dem Stehkessel verbunden werden sollte. Der sogenannte „Zwillingsbolzen“, für den Zwilling 1918 vom Kaiserlichen Patentamt unter der Nummer 333055 ein Patent erhielt, wurde zwar bei der Reichsbahn nicht dauerhaft eingeführt, jedoch von den Lokomotivfabriken Hanomag und Henschel in ihren Konstruktionen verwendet. Zwilling erhielt damit ein zusätzliches Einkommen, das ihm einen großbürgerlichen Lebensstil erlaubte.
1920 wurde Zwilling in den Dienst der Deutschen Reichsbahn übernommen. 1928 wurde er zum Reichsbahn-Oberrat, was dem Rang eines Oberregierungsrats entsprach, befördert. Anfang der 1930er Jahre war er Vorstand des Maschinenamts Gießen. Wie viele Beamte trat Zwilling, der während der Weimarer Republik der Deutschen Volkspartei (DVP) von Gustav Stresemann nahegestanden hatte, zum 1. April 1933 der NSDAP bei (Mitgliedsnummer 1.695.681), bekleidete in der Folge aber keine weiteren Funktionen in der Partei. 1935 übernahm er bei der Reichsbahndirektion Frankfurt/Main das Dezernat für Elektrische Anlagen und Kraftwagen. Zu seinen Aufgabenbereichen gehörte damit die Entwicklung der Reichsbahn-Busverkehre im Bereich der Direktion, darunter auch Schnellomnibuslinien auf den neuen Reichsautobahnen. 1941 erhielt er zum 1. Oktober die Beförderung zum Reichsbahndirektor. 
Zwilling war mit seiner Frau Martha verheiratet, die Ehe blieb kinderlos. Der in der bürgerlichen Welt des Kaiserreichs aufgewachsene und sozialisierte Zwilling galt als lebenslustiger und ideenreicher Mann, als Tüftler und beharrlich, der, so sein Vorgesetzter, der ehemalige Präsident der Reichsbahndirektion Frankfurt/Main, Karl Steuernagel, in einem 1948 erschienenen Nachruf, „kein ›bequemer‹ Beamter“ sein wollte.

## Denunziation und Todesurteil
Zwilling äußerte sich im August 1943 gegenüber einer Nachbarin ablehnend über Hitler, Göring und Goebbels, die alle „ins Unglück gestürzt“ hätten, „die Kerle gehören weg.“ Der Krieg sei nicht mehr zu gewinnen. Die Nachbarin erstattete daraufhin Anzeige bei der Gestapo, die bald weitere Anklagepunkte gegenüber Zwilling formulierte. Vorgeworfen wurden ihm angebliche Schwarzmarktgeschäfte und die private Nutzung seines Dienstwagens. Der Oberreichsanwalt erhob am 5. November 1943 Anklage, in der Zwilling unter anderem ein „gemeinsittlich unanständiges Verhalten“ vorgeworfen wurde. Am 18. Dezember des gleichen Jahres wurde Zwilling von Frankfurt in das Gefängnis Berlin-Moabit  verlegt. Am 5. Februar 1944 fand unter dem Vorsitz von Roland Freisler der Prozess vor dem Volksgerichtshof gegen Zwilling statt. Freisler verurteilte Zwilling aufgrund von „Wehrkraftzersetzung“ zum Tode, die Urteilsbegründung setzte ihn als „Unanständigen“ und „Aussätzigen“ herab. Verweise der Verteidigung auf seine beruflichen Leistungen sowie seine mit einer Auszeichnung gewürdigte Teilnahme am Ersten Weltkrieg blieben ohne Wirkung.
Zwillings Gnadengesuch wurde am 22. Februar 1944 abgelehnt. Diverse Versuche des Präsidenten der Reichsbahndirektion Frankfurt/Main, Karl Steuernagel, ihn freizubekommen, hatten schon zuvor zu keinem Ergebnis geführt. Am 6. März 1944 wurde Wilhelm Zwilling im Zuchthaus Brandenburg-Görden hingerichtet. Seine Witwe erhielt weder über den Ort der Hinrichtung noch den seines Begräbnisses Informationen.

## Nach dem Krieg
Zwillings Witwe Martha strengte bereits 1946 erstmals ein Verfahren gegen die Denunziantin an. In der Folge ermittelte die Frankfurter Staatsanwaltschaft mehrfach bis 1962, jedoch wurden alle Verfahren ohne Ergebnis und ohne Anklage eingestellt. Sie nahm zudem Kontakt mit Walter Hösterey auf, der schon früh eine Datensammlung über Opfer der nationalsozialistischen Gewaltherrschaft begonnen hatte. Zwillings Schicksal fand über Hösterey auch Eingang in das 1953 erschienene Werk Der lautlose Aufstand von Günther Weisenborn. Sein ehemaliger Vorgesetzter Steuernagel würdigte ihn 1948 mit einem Nachruf in der Zeitschrift Die Reichsbahn, dem amtlichen Organ der Deutschen Reichsbahn. Laut Alfred Gottwaldt zählt Zwilling zu den höchstrangigen Reichsbahnbeamten, die aufgrund ihrer ablehnenden Haltung zum Dritten Reich von diesem verfolgt wurden.